# Tietê (canhoneira)
O Tietê foi um navio de guerra do tipo canhoneira que serviu a Armada Imperial Brasileira entre os anos 1858 e 1861.

## Histórico
A canhoneira foi construída em estaleiro inglês, sendo lançado em 1857. A construção esteve sob supervisão do Almirante Tamandaré. Foi o primeiro e único navio a deter este nome em homenagem ao rio Tietê, um rio que corta a cidade de São Paulo. O navio foi incorporada a Armada em 8 de maio de 1858, tendo seu primeiro comandante o 1º Tenente Caio Pereira de Vasconcelos.
O Tietê parte da Inglaterra para o Brasil em 9 de maio junto com os navios de sua classe (Mearim) Mearim, Ibicuí e Itajaí. Após 37 dias de viagem com escala em Lisboa, chegam ao recife. Logo partem para o Rio de Janeiro, chegando no dia 1 de julho.